# Moravo, Moravo
Moravo, Moravo známá též jako Moravo, Moravo, Moravěnko milá, je lidová nebo zlidovělá vlastenecká píseň, poprvé vydaná počátkem 19. století a někdy užívaná jako moravská hymna.

## Historický vývoj
Podle literárního kritika Bedřicha Václavka byla píseň "Moravo, Moravo" poprvé vydána v kramářském tisku Nový marš pro obveselení mysle na světlo vydaný s poznámkou: „Má známou notu“. Píseň zde začíná slovy: 

„Moravo, Moravo, Moravěnko milá, 

jak z tebe pochází chasa roztomilá. 

Chasa roztomilá, poslušná, náchylná, 

proti Francouzovi bojovati silná.“ 

Dále následují sloky o Napoleonově vpádu na Moravu v roce 1805, o bitvě u Slavkova a o prešpurském míru. 

V roce 1822 vydal František Ladislav Čelakovský svoje Slovanské písně, kde v prvním dílu (Přídavek, II. Zlomky písní a některé krátké) je uveden text: 

„Moravo, Moravo, Moravičko milá, 

co z tebe pochází chasa roztomilá, 

chasa roztomilá a děvčátka hezký, 

a děvčátka hezký, ty mluví jen česky, 

které jsou škaredy, ty mluví německy.“ 

V roce 1831 (strana 5-6 šestého svazku časopisu Čechoslav) reagoval Václav Hanka na dopis Aloise Vojtěch Šembery takto: 

„Při čtení dopisu z Brna pana Š. do 1. ledna 1831 a odpovědi naň v Čechoslavu V, str. 37 a 41, nemejlím-li se v pamět se mi vrátila píseň, kterouž nebožka matka moje často zpívala, a poněvadž se na odtržení Moravy roku 1468 Mathiášem Korvínem vztahuje, tuto ji podávám: 

Moravo, Moravo, Moravičko milá. 

Co z tebe pochází chasa ušlechtilá. 

Chasa ušlechtilá, žádostivá boje, 

a jaké to koňstvo, rodí půda tvoje.“ 

Následuje dalších 7 slok na téma sounáležitosti Čech a Moravy.
V roce 1843 píseň zredigoval hudební skladatel Ludvík Dietrich. Tato úprava byla později vydána i s textem a stala se nejvíce rozšířenou verzí.
V roce 2018 spolek Moravské srdce vydal upravenou píseň Moravo, Moravo s dvěma slokami. Text zněl:
Moravo, Moravo, vlasti naše milá;

co z tebe pochází? Chasa ušlechtilá.

Chasa ušlechtilá, žádostivá boje, 

než se ti zas vrátí čest a sláva tvoje. 

Než se ti zas vrátí čest a sláva tvoje.

Moravo, Moravo, po otcích dědictví;

na polích, vinicích, slunce se v tobě skví.

Slunce se v tobě skví a v srdcích naděje, 

že boj za Moravu k vítězství dospěje. 

Že boj za Moravu k vítězství dospěje,

Moravo, Moravo, země Moravanů.

Nápěv písně byl poprvé vydán tiskem v roce 1843 ve Vlasteneckých písních vydaných Ludvíkem Dietrichem v Olomouci. Okolo roku 1848 byla píseň zpívána jako moravská hymna. Od té doby byly několikrát vydány různe verze s novým napěvem i textem, v roce 2013 např. občanským sdružením Moravské srdce.

## Používání
V roce 1935 se úryvek písně Moravo, Moravo stal znělkou brněnského studia Československého rozhlasu. Znělka byla nahrána na znělkostroji vyrobeným firmou Petrof, a na jejím vzniku se podílel dirigent Břetislav Bakala. Znělkostroj je dnes uložen v Technickém muzeu v Brně.
V době existence populární dechové kapely Moravanka Jana Slabáka vytvořil jedno z moderních uměleckých ztvárnění písně kapelník Jan Slabák.
V roce 2019 byla píseň Moravo, Moravo používána jako znělka na nádraží v Blansku a noční verze na nádražích Blansko a Blansko město.

## Partitura
Nejznámější verze, kterou v roce 1843 zredigoval Ludvík Dietrich a v úpravě muzikologa Antonína Vorla vyšla v roce 1912.